# Slamet Nurcahyono
Slamet Nurcahyono (sinh ngày 11 tháng 7 năm 1983) là một cầu thủ bóng đá người Indonesia thi đấu cho Madura United ở Liga 1.

## Sự nghiệp

### Persebaya Surabaya
Ngày 8 tháng 12 năm 2014, anh ký hợp đồng với Persebaya Surabaya.

## Danh hiệu
Persebaya Surabaya
- Indonesian Premier Division: 2004

Persiba Bantul
- Indonesian Premier Division: 2010–11